# Aeropuerto de Podgorica
El Aeropuerto de Podgorica (montenegrino: Аеродром Подгорица) (IATA: TGD, OACI: LYPG) es un aeropuerto internacional localizado en la llanura de Zeta, cerca del pueblo de Golubovci a unos 12 km al sur de Podgorica, Montenegro. Es el principal aeropuerto del país tanto por pasajeros como por operaciones así como el principal centro de conexión de Montenegro Airlines.

## Historia
La historia de la aviación civil en Podgorica tiene sus inicios el 26 de mayo de 1928, cuando un Potez 29 de la compañía Aeroput aterriza en la base aérea de Podgorica, un pequeño aeródromo con pista de hierba, localizado cerca de donde hoy día se asienta la estación de tren de la ciudad. Este vuelo formaba parte de la línea experimental Belgrado-Skopie-Podgorica-Mostar-Sarajevo-Belgrado, con la que se querían examinar las posibilidades de unir Belgrado con partes más al sur de la antigua Yugoslavia. Posteriormente, el 5 de mayo de 1930 entró en funcionamiento la ruta Belgrado-Sarajevo-Podgorica, en la que Aeroput empleó un Farman F.300.
Con el inicio de la Segunda Guerra Mundial se detuvo el tráfico civil en el aeropuerto. Entre 1943 y 1944 durante la ocupación de Montenegro por los nazis fue utilizado como base por la Luftwaffe, siendo blanco constante durante los bombardeos aliados a Podgorica. Una vez finalizada la guerra el tráfico civil se reanudó el 8 de abril de 1947, con una nueva ruta a Belgrado en la que se empleó un Douglas C-47 Skytrain reconvertido para el uso civil. En 1957 fue establecida la ruta de carga entre ambas ciudades.
En 1961 el viejo aeropuerto fue trasladado al sur de la ciudad, a su ubicación actual, en la que se construyó una pista de asfalto de 2500 por 45 metros. En 1977 fue renovado por primera vez, en esa época la mayoría del tráfico provenía de la línea regular con Belgrado, operada en gran medida por aviones McDonnell Douglas DC-9.
Durante el Bombardeo de la OTAN sobre Yugoslavia ocurrido en 1999 el aeropuerto volvió a ser bombardeado, destruyendo numerosos tanques de combustible y material del ejército yugoslavo, no obstante no se produjeron daños significativos en la terminal de pasajeros o la pista.

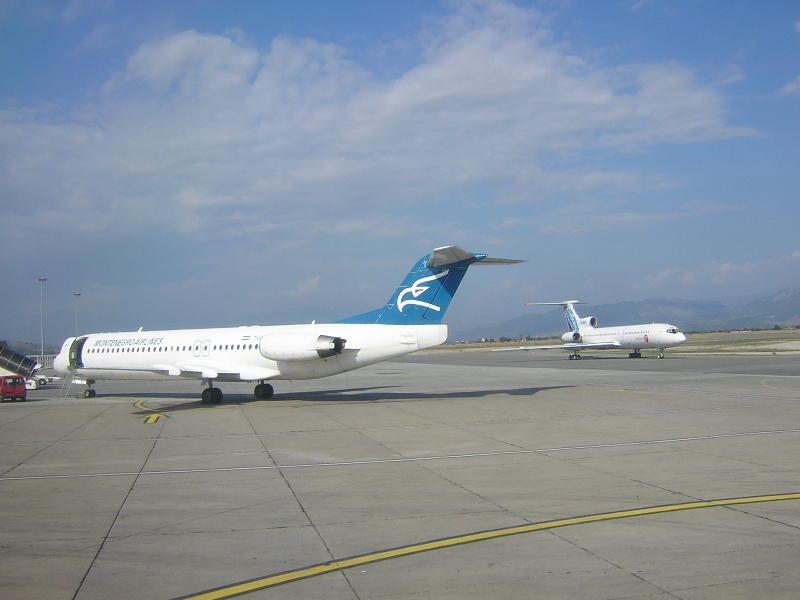
Avión de Montenegro Airlines en el aeropuerto.

El 23 de abril de 2003, la propiedad del aeropuerto fue nacionalizada, pasando de ser propiedad de Jat Airways a serlo de la compañía pública Aeropuertos de Montenegro. Esto junto con la creación y posterior crecimiento de Montenegro Airlines permitió abrir nuevas rutas directas desde el aeropuerto, dejando así atrás décadas de servicios exclusivos al Aeropuerto de Belgrado.
En 2006 comenzó la mayor renovación y expansión del complejo aeroportuario, con una renovación y ampliación de la plataforma y mejoras en el sistema de calles de rodaje así como en el sistema de iluminación y las fuentes de alimentación. El 14 de mayo de ese año se inauguró una terminal de pasajeros totalmente nueva, mientras que la antigua terminal fue sometida a una reconstrucción y rehabilitación en 2009. Con estas mejoras en las calles de rodaje el aeropuerto pasó a poder albergar aviones de fuselaje ancho, del tipo del Ilyushin Il-86 y recibiendo al primer Boeing 747 en abril de 2008. 
En la actualidad la nueva terminal de 5.500 m² tiene 8 puertas de embarque y 2 de desembarque, y cuenta con una capacidad para recibir hasta 1 millón de pasajeros anuales. La antigua terminal se utiliza por el personal médico, y como oficina para las aerolíneas, sala VIP y sala de conferencias. La parte central es utilizada como un museo y centro de exhibición sobre la larga historia de la aviación en Montenegro.

## Características
Es junto con el Aeropuerto de Tivat uno de los dos aeropuertos públicos de Montenegro. Ambos son operados por la empresa estatal Aeropuertos de Montenegro (Аеродроми Црне Горе/Aerodromi Crne Gore). El aeropuerto es conocido también como "Aeropuerto Golubovci" por los vecinos, ya que el pueblo de Golubovci se encuentra en las proximidades. El código IATA del aeropuerto, que continúa siendo "TGD", proviene de la época en que Josip Broz Tito fue el jefe de Estado de Yugoslavia y la ciudad de Podgorica era conocida como Titogrado, entre 1946 y 1992.

## Uso militar
El Aeropuerto de Podgorica es un aeropuerto público, pero comparte la pista principal con la Base Aérea Militar de Podgorica, que se encuentra colindante al mismo.
El aeropuerto tiene en realidad dos pistas, pero la 08/26 no es utilizada por aviones civiles debido a que tiene un ancho de apenas 15 m. Esta pista se utiliza principalmente para conectar la pista principal con el complejo Šipčanik, un hangar subterráneo para aeronaves. Dado que la instalación fue seriamente dañada durante los bombardeos de la OTAN en 1999, va a ser convertido en una bodega de vinos de Plantaže, razón por la cual se desconoce el destino final de la pista 08/26. 
Tras la independencia de Montenegro el 3 de junio de 2006, el gobierno anunció que no mantendrá una Fuerza Aérea, por lo que en la actualidad nueve Soko G-4 Super Galeb se encuentran almacenadas sin uso.

## Aerolíneas y destinos
El aeropuerto sirve tanto a vuelos de cabotaje como internacionales. Pero debido a que el otro aeropuerto que existe en el país está a tan sólo 80 km de distancia no hay vuelos de cabotaje regulares, por lo que opera básicamente tráfico internacional. 

### Vuelos internacionales
| Ciudades por países | Nombre del aeropuerto                          | Aerolíneas                                | Aeronaves | Frecuencias semanales |        |
| Europa              | Europa                                         | Europa                                    | Europa    | Europa                | Europa |
| ------------------- | ---------------------------------------------- | ----------------------------------------- | --------- | --------------------- | ------ |
| Alemania            |                                                |                                           |           |                       |        |
| Berlín              | Aeropuerto de Berlín-Brandeburgo Willy Brandt  | Ryanair (estacional)                      | B737      |                       |        |
| Dortmund            | Aeropuerto de Dortmund                         | Wizz Air                                  | A32x      |                       |        |
| Memmingen           | Aeropuerto de Memmingen                        | Wizz Air                                  | A32x      |                       |        |
| Austria             |                                                |                                           |           |                       |        |
| Viena               | Aeropuerto Internacional de Viena              | Austrian Airlines Wizz Air                | A32x      |                       |        |
| Bélgica             |                                                |                                           |           |                       |        |
| Charleroi           | Aeropuerto de Charleroi-Bruselas Sur           | Ryanair                                   | B737      |                       |        |
| Croacia             |                                                |                                           |           |                       |        |
| Zagreb              | Aeropuerto de Zagreb-Franjo Tuđman             | Croatia Airlines (estacional) Ryanair     | B737      |                       |        |
| España              |                                                |                                           |           |                       |        |
| Barcelona           | Aeropuerto Josep Tarradellas Barcelona-El Prat | Ryanair                                   | B737      |                       |        |
| Hungría             |                                                |                                           |           |                       |        |
| Budapest            | Aeropuerto de Budapest-Ferenc Liszt            | Wizz Air (estacional)                     | A32x      |                       |        |
| Italia              |                                                |                                           |           |                       |        |
| Milán               | Aeropuerto de Milán-Malpensa                   | Wizz Air                                  | A32x      |                       |        |
| Roma                | Aeropuerto de Roma-Fiumicino                   | Alitalia                                  |           |                       |        |
| Luxemburgo          |                                                |                                           |           |                       |        |
| Luxemburgo          | Aeropuerto de Luxemburgo                       | Luxair (estacional)                       |           |                       |        |
| Polonia             |                                                |                                           |           |                       |        |
| Breslavia           | Aeropuerto de Breslavia-Copérnico              | Ryanair (estacional)                      | B737      |                       |        |
| Cracovia            | Aeropuerto de Cracovia-Juan Pablo II           | Ryanair                                   | B737      |                       |        |
| Katowice            | Aeropuerto de Katowice                         | Wizz Air (estacional)                     | A32x      |                       |        |
| Poznań              | Aeropuerto de Poznań-Ławica                    | LOT Polish Airlines (estacional)          |           |                       |        |
| Varsovia            | Aeropuerto de Varsovia-Chopin                  | LOT Polish Airlines Wizz Air (estacional) | A32x      |                       |        |
| Reino Unido         |                                                |                                           |           |                       |        |
| Birmingham          | Aeropuerto de Birmingham                       | British Airways (estacional)              |           |                       |        |
| Londres             | Aeropuerto de Londres-Gatwick                  | TUI Airways (estacional)                  | B7x7      |                       |        |
| Londres             | Aeropuerto de Londres-Heathrow                 | British Airways (estacional)              |           |                       |        |
| Londres             | Aeropuerto de Londres-Stansted                 | Ryanair (estacional)                      | B737      |                       |        |
| Mánchester          | Aeropuerto de Mánchester                       | TUI Airways (estacional)                  | B7x7      |                       |        |
| Serbia              |                                                |                                           |           |                       |        |
| Belgrado            | Aeropuerto de Belgrado-Nikola Tesla            | Air Serbia                                |           |                       |        |
| Turquía             |                                                |                                           |           |                       |        |
| Estambul            | Aeropuerto de Estambul                         | Turkish Airlines                          |           |                       |        |

## Tráfico y estadísticas
| Pasajeros   | 304.000 | 328.000 | 323.000 | 390.000 | 460.117 | 538.477 | 450.300 | 651.642 | 611.666 | 620.117 | 680.854 |
| Operaciones | -       | -       | -       | -       | 4.919   | 5.693   | 5.455   | 6.896   | 6.136   | 5.560   | -       |